# Chotětov
Chotětov je městys v okrese Mladá Boleslav ležící 11 km jihozápadně od Mladé Boleslavi v nadmořské výšce 268 m n. m. V obci žije přibližně 1 400 obyvatel. Součástí obce je i vesnice Hřivno.

## Historie
Archeologické nálezy dokládají osídlení na území dnešního Chotětova již před 3000 lety. Místo bylo osídleno zřejmě kvůli úrodné půdě a studánce sv. Prokopa, která poskytovala dobrou vodu. První písemná zmínka o obci pochází z roku 1057 v zakládací listině litoměřické kapituly, na jejímž základě se obec stala majetkem kapituly. Brzy se však stává součástí královské koruny a její obyvatelé byli tudíž svobodní. Farní kostel sv. Prokopa je poprvé připomínán v roce 1352. Během husitské doby byl kališnický, později zanikl a obnoven byl na sklonku 17. století. Škola byla v obci od roku 1384.
Pro další rozvoj obce mělo velký význam zprovoznění železniční trati z Prahy přes Mladou Boleslav do Bakova nad Jizerou v roce 1865, pro kterou bylo v Chotětově zřízeno nádraží. Jedná se o železniční trať 070 Praha-Turnov. Dne 12. dubna 2007 byl obci vrácen status městyse.

### Územněsprávní začlenění
Dějiny územněsprávního začleňování zahrnují období od roku 1850 do současnosti. V chronologickém přehledu je uvedena územně administrativní příslušnost obce v roce, kdy ke změně došlo:
- 1850 země česká, kraj Jičín, politický okres Nymburk, soudní okres Nové Benátky[6]
- 1855 země česká, kraj Mladá Boleslav, soudní okres Nové Benátky[6]
- 1868 země česká, politický okres Mladá Boleslav, soudní okres Nové Benátky[6]
- 1937 země česká, politický okres Mladá Boleslav expozitura Nové Benátky, soudní okres Nové Benátky[7]
- 1939 země česká, Oberlandrat Jičín, politický okres Mladá Boleslav expozitura Nové Benátky, soudní okres Nové Benátky[8]
- 1942 země česká, Oberlandrat Praha, politický okres Brandýs nad Labem, soudní okres Nové Benátky[9]
- 1945 země česká, správní okres Mladá Boleslav, expozitura a soudní okres Benátky nad Jizerou[10]
- 1949 Pražský kraj, okres Mladá Boleslav[11]
- 1960 Středočeský kraj, okres Mladá Boleslav[12]

### Rok 1932
V městysi Chotětov s 937 obyvateli v roce 1932 byly evidovány tyto úřady, živnosti a obchody: poštovní úřad, telegrafní úřad, telefonní úřad, četnická stanice, katolický kostel, výroba cementového zboží, cihelna, 2 holiči, 7 hostinců, klempíř, 3 koláři, konsum, kovář, 2 krejčí, malíř, 2 obuvníci, pekař, pokrývač, 13 rolníků, 3 řezníci, sedlář, 2 obchody se smíšeným zbožím, spořitelní a záložní spolek, stavební hmoty, švadlena, 3 trafiky, 2 truhláři, obchod s uhlím, velkostatek, zámečník.

## Znak obce
Hermelínový kůl v červeném štítě, provlečený zlatou liliovou korunou o třech viditelných listech, s červeným vyložením a zlatým obloukem vrcholícím křížkem.

## Doprava
Silniční doprava
Obcí procházejí silnice II/272 Lysá nad Labem - Benátky nad Jizerou - Chotětov - Bezno - Bělá pod Bezdězem a silnice II/275 - Chotětov - Brodce - Jabkenice - Křinec.
Železniční doprava
Obec Chotětov leží na  železniční trati Praha–Turnov. Jedná se o jednokolejnou celostátní trať, doprava byla na trati zahájena roku 1865. Po trati jezdí osobní vlaky i rychlíky, v pracovních dnech roku 2011 je to mezi Všetaty a Mladou Boleslaví obousměrně 5 rychlíků, 1 spěšný a 12 osobních vlaků. Na území obce leží železniční zastávka Chotětov, rychlíky i spěšné vlaky jí projíždějí.
V minulosti v Chotětově odbočovala zrušená železniční trať Chotětov - Skalsko. Byla to jednokolejná regionální trať, původně vlečka. Provoz na vlečce byl zahájen roku 1881, veřejná osobní doprava byla provozována od roku 1897. Přepravní zatížení trati vlaky pro cestující bylo minimální, jednalo o 2 či 3 páry osobních vlaků denně. Osobní doprava byla zastavena roku 1970, trať zrušena roku 1974.
Autobusová doprava
V obci zastavovaly v květnu 2011 autobusové linky jedoucí do těchto cílů: Bělá pod Bezdězem, Benátky nad Jizerou, Bezno, Mělnické Vtelno, Mladá Boleslav, Praha.

## Pamětihodnosti
- Kostel svatého Prokopa
- Socha svatého Jana Nepomuckého
- Sousoší Korunování Panny Marie
- Fara, Palackého 22
- Kaplička svatého Prokopa
- Boží muka
- Socha Jana Husa